# Guihulngan
Guihulngan è una municipalità di quarta classe delle Filippine, situata nella Provincia di Negros Oriental, nella regione di Visayas Centrale.
Il Republic Act N. 9409 ratificato il 14 luglio 2007 aveva concesso a Guihulngan lo status di città; il 18 novembre 2008 la Corte Suprema delle Filippine ha però accolto un ricorso della Lega delle Città delle Filippine annullando la trasformazione in città di 16 municipalità, tra cui Guihulngan.
Guihulngan è formata da 33 baranggay:
- Bakid
- Balogo
- Banwaque
- Basak
- Binobohan
- Buenavista
- Bulado
- Calamba
- Calupa-an
- Hibaiyo
- Hilaitan
- Hinakpan
- Humayhumay
- Imelda
- Kagawasan
- Linantuyan
- Luz

- Mabunga
- Mckinley
- Nagsaha
- Magsaysay
- Malusay
- Maniak
- Padre Zamora
- Plagatasanon
- Planas
- Poblacion
- Sandayao
- Tacpao
- Tinayunan Beach
- Tinayunan Hill
- Trinidad
- Villegas